# London Film Critics Circle Award du meilleur film en langue étrangère
Le London Film Critics Circle Award du meilleur film en langue étrangère (London Film Critics' Circle Award for Foreign Language Film of the Year)  est une récompense cinématographique britannique décernée par le London Film Critics Circle depuis 1980 au cours de la cérémonie annuelle des LFCC Awards.

## Palmarès
Note : L'année indiquée est celle de la cérémonie.

### Années 1980
- 1980 : Le Mariage de Maria Braun de Rainer Werner Fassbinder ( Allemagne de l'Ouest) et L'Éducation de Véra de Pál Gábor ( Hongrie)
- 1981 : L'Homme de fer d'Andrzej Wajda ( Pologne)
- 1982 : Mephisto d'István Szabó ( Hongrie)
- 1983 : Yol, la permission de Yılmaz Güney ( Turquie)
- 1984 : Un dimanche à la campagne de Bertrand Tavernier ( France)
- 1985 : Heimat de Edgar Reitz ( Allemagne de l'Ouest)
- 1986 : Ran d'Akira Kurosawa ( Japon)
- 1987 : Jean de Florette de Claude Berri ( France)
- 1988 : Le Festin de Babette de Gabriel Axel ( Danemark)
- 1989 : Au revoir les enfants de Louis Malle ( France)

### Années 1990
- 1990 : Cinema Paradiso de Giuseppe Tornatore ( Italie)
- 1991 : Cyrano de Bergerac de Jean-Paul Rappeneau ( France)
- 1992 : Épouses et Concubines de Zhang Yimou ( Chine)
- 1993 : Un cœur en hiver de Claude Sautet ( France)
- 1994 : Adieu ma concubine de Chen Kaige ( Chine)
- 1995 : Le Facteur de Michael Radford ( Italie)
- 1996 : Les Misérables de Claude Lelouch  France)
- 1997 : Ridicule de Patrice Leconte  France)
- 1998 : Shall We Dance? de Masayuki Suo ( Japon)
- 1999 : Tout sur ma mère de Pedro Almodóvar ( Espagne)

### Années 2000
- 2000 : Tigre et Dragon  Chine
- 2001 : Le Fabuleux Destin d'Amélie Poulain  France
- 2002 : Y tu mamá también  Mexique
- 2003 : Good Bye, Lenin!  Allemagne
- 2004 : Carnets de voyage  Argentine  Brésil  Chili  Pérou  États-Unis
- 2005 : La Chute  Allemagne
- 2006 : Volver  Espagne
  - Les Choristes  France  Suisse  Allemagne
- 2007 : La Vie des autres  Allemagne
- 2009 : Morse  Suède

### Années 2010
- 2010 : Des hommes et des dieux de Xavier Beauvois  France)
- 2011 : Une séparation de Asghar Farhadi ( Iran)
- 2012 : De rouille et d'os de Jacques Audiard  France)
- 2013 : La Vie d'Adèle de Abdellatif Kechiche  France)
- 2014 : Léviathan d'Andreï Zviaguintsev ( Russie)
- 2015 : The Look of Silence de Joshua Oppenheimer ( Danemark)
- 2016 : Toni Erdmann de Maren Ade ( Allemagne)